# Internationale Public Relations
Internationale Public Relations bzw. Globale PR bezeichnet den Bereich der Öffentlichkeitsarbeit (Public Relation, abgekürzt PR), der über Landesgrenzen hinaus Presse und Unternehmen miteinander verknüpft.

## Teilgebiete
Internationale PR lässt sich in die zwei Teilgebiete „internationale PR im engeren Sinne“ und „globale PR“ aufteilen.
Unter internationaler PR im engeren Sinne versteht man die Entwicklung eines PR-Programms für jedes einzelne Land. Der Vorteil besteht darin, dass bei starker Orientierung an landesspezifischen Aspekten individuell eine präzise Zielgruppenansprache möglich ist. Dabei werden zum einen die kulturellen Gegebenheiten des jeweiligen Landes berücksichtigt, zum anderen lässt sich die Pressearbeit an die Struktur der Medienlandschaft anpassen.
Bei globaler PR wird ein länderübergreifendes PR-Programm entwickelt, das über Landes- und Kulturgrenzen hinweg zu einer Standardisierung der Kommunikation und der PR-Strategien führen soll. Der Vorteil einer globalen Ausrichtung liegt im Wesentlichen in der Möglichkeit, neue Synergien und ein flächendeckendes Image zu schaffen.

## Voraussetzungen
Damit internationale PR standardisiert werden kann, müssen ihre grundlegenden Einflussfaktoren bekannt sein. Als wichtigste Einflussfaktoren gelten: Politik, Ökonomie und Kultur des jeweiligen Landes sowie Mediensystem, Entwicklungsstand und Stärke des Anpassungsgrades.
Der US-amerikanische PR-Forscher Robert I. Wakefield nennt diese Vorstellung von grenzüberschreitenden Gemeinsamkeiten 1995 in seiner Dissertation „exzellente PR“ und verweist auf vier grundlegende Elemente, welche bislang allerdings nur eingeschränkte Aussagekraft besitzen:
- die organisatorische Eigenständigkeit der PR-Abteilung
- die Relevanz einer qualifizierten Ausbildung der PR-Mitarbeiter
- das Verständnis von PR als Managementfunktion
- eine symmetrisch-zweiseitige Kommunikation zwischen Organisation und Öffentlichkeit

## Zusammenfassung
Letztendlich bewegt sich die internationale PR zwischen den zwei Polen der differenzierten Adaption an nationalen Gegebenheiten und der standardisierten Adressierung von globalen Gemeinsamkeiten. Das Ziel ist es, die optimale Kombination herauszufinden. Hierfür müssen weitere Einflussfaktoren, aber auch grenzüberschreitende Gemeinsamkeiten erkannt bzw. weiterentwickelt und in internationale PR-Konzepte integriert werden.